# Feuerschiff Woitzig
Das Feuerschiff Woitzig markierte von 1862 bis 1926 für die Schifffahrt von Stettin in Richtung der Peene die Ansteuerung des Fahrwassers in der Enge zwischen Großem und Kleinem Haff.

## Lage
Bis ins 18. Jahrhundert hinein war die Peene der Hauptschifffahrtsweg zwischen Ostsee und dem Stettiner Haff und damit dem Hafen von Stettin, der sich zu einem wichtigen Umschlagsplatz und Werftstandort entwickelte. Aus Richtung Stettin kommend führte das Fahrwasser westlich der Einfahrt zur Kaiserfahrt zwischen Repziger Haken im Süden und Woitziger Haken im Norden hindurch über das Kleine Haff. Die Nordseite des Fahrwassers wurde an dieser Stelle durch ein Feuerschiff bezeichnet.

## Geschichte
Das Feuerschiff Woitzig lag ab 1862 auf seiner Station. Es wird beschrieben als Jacht, mit einem Mast und einem roten Ball als Tageszeichen sowie zwei Rundumlichter übereinander in 30 und 24 Fuß Höhe. Diese hatten eine Reichweite von 3 bis 4 und 2 Seemeilen. Von 1878 stammt die Beschreibung der Leuchtanlage als zwei Laternen übereinander mit Fresnel-Linsen, die mit Rüböl betrieben wurden, ferner eine stearinbetriebene Signallaterne. Das Hauptfeuer hatte eine Höhe von 9,4 und 7,5 Metern und eine Reichweite von 7 Seemeilen. Das Schiff war einmastig, rot angestrichen und trug den Namen der Station beiderseits in weißen Buchstaben.
Im preußischen Staatshaushalt 1891/1892 sind Gesamtaufwendungen von 37.000 Mark für die Beschaffung zweier eiserner Leuchtschiffe aufgeführt. Eines davon kam ab 1891 auf der Position Woitzig zum Einsatz. Die Befeuerung des neuen Schiffes bestand aus je zwei Topplaternen zu beiden Seiten des Mastes in drei Metern  Abstand übereinander, die oberen Laternen in 9,6 Metern, die unteren in 6,6 Metern Höhe. Das Tageszeichen war eine rote Flagge, der Rumpf wiederum rot, mit dem Stationsnamen in weißen Buchstaben. Das Tageszeichen wurde 1906 durch zwei rote Bälle ersetzt.
Für 1913 erwähnt ist das Liegen des Feuerschiffes an einer Muring statt vor eigenem Anker. Das Fahrzeug führte bei Annäherung ebenso beflaggter Fahrzeuge oder an Festtagen die Dienstflagge preußischer Staatsfahrzeuge.

### Einzug des Feuerschiffes
Das Feuerschiff Woitzig wurde 1926 eingezogen. Das Südende des Woitziger Haken bezeichnete danach eine Glockentonne mit Leuchtfeuer.